# Référendum liechtensteinois de 1972
Un référendum a lieu au Liechtenstein le 2 juillet 1972. 

## Contenu
Le référendum porte sur une modification de la constitution faisant passer de 15 à 21 le nombre de sièges au Landtag et établissant un seuil électoral de 8 % aux élections législatives.

## Contexte
Il s'agit d'un référendum facultatif d'origine parlementaire : le Landtag décide de soumettre à la votation populaire le projet d'amendement de l'article 46 de la constitution voté à l'unanimité le 9 mai 1972, dans le cadre de l'article 66 de la constitution et de l'article 111 sur les amendements constitutionnels.
En 1945 le landtag avait déjà échoué à faire passer par référendum un projet de loi d'augmentation du nombre de sièges dans les mêmes termes.
Le ratio de 60/40 entre le nombre de sièges attribué au Haut pays et au Bas pays ne serait pas conservé au léger avantage du Haut Pays, celui-ci passant de 9 à 13 sièges, et le Bas pays de 6 à 8 sièges.
Depuis les Élections silencieuses de 1939 et jusqu'en 1963 les élections au Landtag ont lieu avec un seuil électoral de 18 %.
Lors des élections législatives de 1962, le Parti Social Chrétien échoue à remporter un siège en ne rassemblant que 10,1 % des suffrages, ce qui provoque la déposition d'un recours auprès de la Cour Constitutionnelle. Cette dernière annule la même année le seuil de 18 % de la loi électorale, le jugeant inconstitutionnel.

## Résultat
| Choix                                 | Votes | %     |
| ------------------------------------- | ----- | ----- |
| Pour                                  | 1 375 | 48,69 |
| Contre                                | 1 449 | 51,31 |
| Votes blancs et invalides             | 145   | –     |
| Total                                 | 2 969 | 100   |
| Inscrits/Participation                | 4 452 | 66,69 |
| Source: Démocratie Directe (Allemand) |       |       |

Rejet du double projet d'amendement constitutionnel.
Le seuil de 8 % est proposé indépendamment et approuvé au cours d'un second référendum l'année suivante.
Le nombre de sièges au Landtag reste quant à lui de 15 jusqu'en 1988.